# Garypus darsahensis
Garypus darsahensis är en spindeldjursart som beskrevs av Volker Mahnert 2007. Garypus darsahensis ingår i släktet Garypus och familjen gammelekklokrypare. Inga underarter finns listade i Catalogue of Life.